# Leela James
 (mars 2022).
Si vous disposez d'ouvrages ou d'articles de référence ou si vous connaissez des sites web de qualité traitant du thème abordé ici, merci de compléter l'article en donnant les références utiles à sa vérifiabilité et en les liant à la section « Notes et références ».
Pour les articles homonymes, voir James.
Leela James est une chanteuse américaine de musique soul née le 22 mai 1983 à Los Angeles.

## Biographie
D'abord destinée à une carrière sportive, elle doit rapidement abandonner à cause d'une blessure au genou. Elle lance ses premières vocalises à l'église, montant sur scène dès l'âge de 11 ans. Nourrie de gospel et de soul seventies, ses principales références sont Aretha Franklin, Tina Turner, Mighty Clouds Of Joy, les The Staple Singers et Al Green.
Cette ancienne sprinteuse commence sa carrière musicale en 2005 avec A Change Is Gonna Come, reprise emblématique du hit de Sam Cooke et titre de son premier album produit par Wyclef Jean, Kanye West, Raphael Saadiq, et sorti chez Warner.
Avec une voix hors du commun qui surprend et émeut, elle y revisite la soul music. On y découvre les titres Music, My Joy, Don't Speak (reprise du groupe No Doubt) ou encore Good Time. Bien plus qu'un simple album de neo soul, il se veut un hommage à la soul authentique, tout en renouvelant le genre par des touches de funk, de gospel, de groove, ou encore de hip-hop.
En 2006, elle a été nommée dans la catégorie révélation de l'année dans le domaine du R&B-soul ou du rap aux Soul Train Music Awards en Californie.
En 2009, elle sort son deuxième album intitulé Let's Do It Again et apparaît sur l'album de Moby Wait For Me où elle chante sur le morceau Walk With Me.
Cet album est suivi de My Soul en 2010.
En 2012, elle revient sur le devant de la scène avec un album inspiré de son idole Etta James : Loving You More... In the spirit of Etta James.

## Discographie
- 2005 : A Change Is Gonna Come
- 2006 : Live In New Orleans
- 2009 : Let's Do It Again
- 2010 : My Soul
- 2012 : Loving You More... In the spirit of Etta James
- 2014 : Fall For You
- 2017 : Did It For Love